# Обсерватория Университета Риу-Гранди-ду-Сул
Астрономическая обсерватория Федерального университета Риу-Гранди-ду-Сул (UFRGS) расположена в городе Порту-Алегри. Здание обсерватории, входящее в комплекс исторических зданий университета «первого поколения» (1898—1928), внесено в список Национального исторического и культурного наследия Федеративной Республики Бразилия.

## История
В 1906 году правительство штата Риу-Гранди-ду-Сул выделило средства и землю для обсерватории. Одновременно в составе Инженерной школы Порту-Алегри был основан Астрономический и метеорологический институт. Основными задачами нового учебного и научного учреждения было определение местного солнечного времени и прогноз погоды. Пока обсерватория возводилась и оснащалась, институт создал на территории штата 26 метеорологических станций и 8 станций наблюдения за осадками.
24 января 1908 года было открыто здание обсерватории, построенное по проекту местного инженера Мануэля Итаки, ставшего первым руководителем Астрономического и метеорологического института. Обсерваторию оснастили самым передовым на то время оборудованием. Среди приобретённых инструментов были телескопы фирмы Поля Фердинанда Готье диаметром 75 и 120 миллиметров, хронограф, прецизионные маятниковые часы. Однако в штате института не было специалиста по измерениям, лишь в 1911 году в Порту-Алегри прибыл молодой немецкий астроном Фридрих Вильгельм Раненфюрер, который запустил оборудование. Первое точное время было определено 23 сентября 1912 года с точностью от 2 до 5 сотых секунды. Помимо астрономических и метеорологических задач Раненфюрер проводил эксперименты в области земного магнетизма и сейсмологии. Под его руководством было закуплено ещё множество приборов и подготовлены инженеры, продолжившие работать в обсерватории после его безвременного ухода в 1919 году.
В 1934 году Инженерная школа вместе с обсерваторией вошла в состав университета Порту-Алегри, ставшего впоследствии Федеральным университетом Риу-Гранди-ду-Сул. В начале 1970-х годов была открыта обсерватория Морро-Сантана, и научные исследования университета были переданы туда. Старая обсерватория стала центром популяризации науки. Она поддерживает в исправности инструментарий и поныне сохраняет значительную часть своих функциональных возможностей. Публике доступно исследование неба, так в 1996 году здесь наблюдали за кометой Хейла-Боппа, а в 2003 — за кометой Макнота.
В Международный год астрономии в 2009 году был открыт музей обсерватории. Здесь сохранилась богатая коллекция приборов первой четверти XX века, в том числе французские и немецкие телескопы 1907—1912 годов, хронографы, морские хронометры, теодолиты, барометры, сейсмографы.

## Архитектура
Трёхэтажное здание обсерватории Университета Риу-Гранди-ду-Сул представляет собой яркий образец архитектурного стиля модерн. Цилиндрическая башня увенчана 5-метровым вращающимся куполом наблюдательной лаборатории, выполненным из стальных пластин с деревянной обшивкой внутри. Вокруг башни оборачивается винтовая лестница, по которой можно подняться на верхние этажи.
Главный фасад, выходящий на запад, богато украшен рельефным орнаментом с мотивами живой природы. В нише полукруглого фронтона — статуя Урании, музы астрономии. На фризе боковых фасадов — изображения созвездий и планет. Сохранились элегантные деревянные оконные рамы. В интерьере здания обсерватории представляет интерес фреска третьего этажа с изображением Хроноса, древнегреческого бога времени, — работа художника Фернандо Шлаттера 1908 года.